# (251595) Rudolfböttger
(251595) Rudolfböttger – planetoida pasa głównego. Została odkryta 20 kwietnia 2009 w Obserwatorium Taunus, a jej odkrywcami byli Stefan Karge i Rainer Kling. Planetoida ta okrąża Słońce w ciągu 3,33 roku w średniej odległości 2,23 j.a. Jej nazwa pochodzi od nazwiska niemieckiego chemika i fizyka Rudolfa Christiana Böttgera (1806–1881). Wcześniej planetoida nosiła tymczasowe oznaczenie 2009 HA36.